# Некрасовское сельское поселение (Омская область)
Некрасовское се́льское поселе́ние — муниципальное образование в Кормиловском районе Омской области Российской Федерации.
Административный центр — село Некрасовка.

## История
Статус и границы сельского поселения установлены Законом Омской области от 30 июля 2004 года № 548-ОЗ «О границах и статусе муниципальных образований Омской области».

## Население
| 2010  | 2011  | 2012  | 2013  | 2014  | 2015  | 2016  |
| ----- | ----- | ----- | ----- | ----- | ----- | ----- |
| 1522  | ↗1523 | ↗1524 | ↗1558 | ↗1580 | ↗1622 | ↘1599 |
| 2017  | 2018  | 2019  | 2020  | 2021  | 2023  |       |
| ↘1583 | ↘1542 | ↘1513 | ↘1479 | ↗1484 | ↘1462 |       |

## Состав сельского поселения
| № | Населённый пункт | Тип населённого пункта       | Население |
| - | ---------------- | ---------------------------- | --------- |
| 1 | Некрасовка       | село, административный центр | 739       |
| 2 | Новороссийка     | деревня                      | 146       |
| 3 | Салтыковка       | деревня                      | 116       |
| 4 | Сосновка         | деревня                      | 521       |